# Crossroads (1986)
Crossroads is een film uit 1986 en is geregisseerd door Walter Hill. De hoofdrollen zijn voor Ralph Macchio als Eugene "Lightning Boy" Martone, Joe Seneca als Willie "Blind Dog Fulton" Brown en Jami Gertz als Frances. Verder maakt ook gitarist Steve Vai zijn opwachting in de film als Jack Butler, een gitarist die werkt voor de duivel. De muziek van de film is geschreven, en deels uitgevoerd door Ry Cooder.

## Verhaal
Eugene Martone is een student klassieke gitaar aan Juilliard School in New York. Zijn echte passie ligt echter in bluesmuziek. Hij is gefascineerd door gitarist Robert Johnson en de 29 nummers die hij heeft opgenomen. Volgens Eugene moet er nog een dertigste nummer zijn wat hem beroemd kan maken. Als hij ontdekt dat in een verzorgingshuis een man zit genaamd Willie Brown doet hij er alles aan om hem te ontmoeten.
Hoewel Willie eerst ontkent de verloren mondharmonica speler, en vriend van Robert Johnson te zijn geeft hij na aandringen van Eugene toe. Willie belooft Eugene het verloren lied als Eugene ervoor zorgt dat Willie uit het verzorgingshuis komt. Eugene zorgt ervoor dat Willie vrij komt en samen trekken ze richting Fultons Point Mississippi.
Onderweg is er spanning tussen de twee reizigers. Willie vindt dat Eugene niet echt de blues heeft en Eugene verdenkt Willie ervan hem alleen te gebruiken om terug naar huis te komen. Onderweg ontmoeten ze ook Frances. Frances is van huis weg gelopen om te gaan dansen in Los Angeles. De drie trekken samen verder. Eugene volgt Willie om het verloren nummer te leren. Willie heeft ondertussen zijn eigen redenen om terug naar Mississippi te gaan.

## Rolverdeling
| Acteur          | Personage               |
| --------------- | ----------------------- |
| Ralph Macchio   | Eugene Martone          |
| Joe Seneca      | Willie Brown            |
| Jami Gertz      | Frances                 |
| Joe Morton      | Scratch's Assistant     |
| Robert Judd     | Scratch                 |
| Steve Vai       | Jack Butler             |
| Dennis Lipscomb | Lloyd                   |
| Harry Carey Jr. | Bartender               |
| John Hancock    | Sheriff Tilford         |
| Allan Arbus     | Dr. Santis              |
| Gretchen Palmer | Beautiful Girl / Dancer |
| Al Fann         | Pawnbroker              |

## Achtergrond
De film is gebaseerd op de legende rondom bluesgitarist Robert Johnson. Volgens de legende heeft Robert Johnson zijn ziel verkocht aan de duivel om de beste bluesgitarist ter wereld te worden. Het personage van Willie Brown komt uit Johnsons nummer Cross Road Blues waarin hij zingt: "You can run, you can run, tell my friend poor Willie Brown. That I stand at the crossroads baby, I believe I'm sinkin' down."

## Prijzen en nominaties
In 1986 won Crossroads de Georges Delerue Prize voor beste originele muziek.